# Mihail Jora (politician)
Mihail Jora a fost un politician din secolul al XIX-lea, ministru de externe în guvernul Mihail Kogălniceanu din Iași, în intervalul 30 aprilie 1860 - 17 ianuarie 1861.